# جوزفين سكريفر
جوزفين سكريفر-كارلسون (بالدنماركية: Josephine Skriver-Karlsen)‏ مواليد 14 أبريل 1993) عارضة أزياء دنماركية، وهي إحدى ملائكة فيكتوريا سيكريت وشاركت منذ أن بدأت سيرتها المهنية كعارضة أزياء عام 2011 بأكثر من ثلاثمئة عرض أزياء فضلاً عن تسويقها لأكبر ماركات الألبسة العالمية وظهرت على أغلفة مجلات بارزة مثل فانيتي فير وإل وهاربر بازار وفوغ.
سكريفر ليست جزءا من مجتمع المثليين، ولكنها تحدثت بانفتاح وصراحة في عدة مناسبات عن حقوق المثليين والمثليات ومزدوجي التوجه الجنسي والمتحولين جنسياً (اختصاراً: LGBT) وناقشت طفولتها وكونها ولدت عبر التلقيح الإصطناعي من أب مثلي الجنس وأم مثلية الجنس.

## نشأتها
ولدت جوزفين سكريفر وترعرعت في العاصمة الدنماركية كوبنهاغن. كانت والدتها تعمل محللة تقنية معلومات ووالدها عالم أحياء بحري. وكان والدها مثلي ووالدتها مثلية وقد ولِدت جوزفين وأخاها أوليفر بالإلقاح الصناعي.
استكشفت سكريفر وقاربت وهي في الخامسة عشر من العمر مجال عرض الأزياء وقدراتها في هذا المجال حينما كانت في رحلة إلى مدينة نيويورك برفقة فريق كرة القدم التي كانت تلعب به. وعملت بعد هذا بفترة صغيرة في إحدى وكالات عرض الأزياء الدولية في كوبنهاغن. وسعت عدة وكالات أخرى أجنبية خارج الدنمارك إلى التعاقد معها ولكن قررت إكمال درساتها. وبدأت مسيرتها المهنية بعدما أنهت المدرسة عام 2011.

## السيرة المهنية
كانت الانطلاقة الأولى لسكريفر في موسم خريف/شتاء سنة 2011 حيث افتتحت الموسم بعرض للمصممة الإيطالية ألبيرتا فريتي وأنهته بعرض لبرادا. كما عملت خلال ذاك الموسم لعدد من المصممين البارزين ومنهم كالفين كلاين وغوتشي ودولتشي أند غابانا وجيفنشي وإيف سان لوران وفالنتينو وبالينسياغا ودكني وكريستيان ديور.
وشاركت منذ حينها في أكثر من 300 عرض أزياء لمختلف دور الأزياء والمصممين العالميين ومنهم: شانيل وأوسكار دي لا رينتا ودولتشي أند غابانا ودونا كاران جورجو أرماني ومارك جاكوبس وديان فون فورستنبرغ ورالف لورين وفيرزاتشي وتومي هيلفيغر وإيلي صعب وبالمان ولوي فيتون وماكس مارا وكارولينا هيريرا وفيكتوريا سيكريت وروبرتو كافالي وأرماني ودين ودان كاتن وتوم فورد ولارين سكوت وريم عكرا وبوتيغا فينيتا وفيكتوريا بيكام وباكو رابان وموسكينو وفيندي وعز الدين علية وستيلا ماكارتني وغيرهم الكثير.
وقامت منذ انطلاقتها بالعديد من الحملات الدعائية لماركات أبرزها إتش أند أم وديور وغوتشي وبولغاري ودكني وبالمان وأرماني وماكس مارا وتومي هيلفيغر وإيف سان لوران وتوم فورد وجي-شوك وفيكتوريا سيكريت وكانت الشخصية الرئيسية وظهرت على أغلفة عدة مجلات ومنها ماري كلير وفانيتي فير ودبليو ومجلة فوغ بنسخها الإيطالية والألمانية الروسية والصينية واليابانية والأسترالية والبرازيلية والإسبانية والأمريكية بالإضافة إلى مجلة إل بنسخها الدنماركية والإيطالية والبرازيلية والسويدية والفرنسية والبريطانية والبولندية والمكسيكية والعربية والأمريكية ومجلة هاربر بازار وغيرها الكثير.
ظهرت سكريفر في كتالوجات وإعلانات لفيكتوريا سيكريت وشاركت في عرض أزياء فيكتوريا سيكريت في جميع السنوات منذ 2013. وأُعلِن رسمياً في فبراير عام 2016 عن تعاقد سكريفر مع ماركة ملائكة فيكتوريا سيكريت.

## الدفاع عن حقوق المثليين
سكريفر ليست جزءا من مجتمع المثليين، ولكنها تحدثت بانفتاح وصراحة في عدة مناسبات عن حقوق المثليين والمثليات ومزدوجي التوجه الجنسي والمتحولين جنسياً (اختصاراً: LGBT) وناقشت طفولتها وكونها ولدت عبر التلقيح الإصطناعي من أب مثلي الجنس وأم مثلية الجنس.
عُينت سكريفر عام 2015 سفيرةً للمشاهير لمنظمة مجلس المساواة العائلية في سياق أحد برامجها الهادفة إلى نشر الوعي
حول عائلات مجتمع المثليين.
وقالت سكريفر أن هدفها يقع في أن قصتها «لن تكون مثيرة للاهتمام قريباً، لأن هذا يعني أن المجتمع قد تقبل الأهل من المثليين والمثليات ومزدوجي التوجه الجنسي والمتحولين جنسياً ليصبحوا تقليديين وطبيعيين تماماً مثل أي شكل آخر للعائلة».

## حياتها الشخصية
سكريفر مرتبطة مع الموسيقي الأمريكي ألكسندر ديليون منذ عام 2013، ويعيشان في ناشفيل بولاية تينيسي الأمريكية.

## روابط خارجية
- جوزفين سكريفر على موقع IMDb (الإنجليزية)
- جوزفين سكريفر على موقع دليل عارضات الأزياء (الإنجليزية)
- جوزفين سكريفر في موديلز.كوم